# Tormato
| 전문가 평가                   | 전문가 평가    |
| 평가 점수                     | 평가 점수      |
| 출처                          | 점수           |
| ----------------------------- | -------------- |
| AllMusic                      | [ 2 ]          |
| Pitchfork                     | 3.8/10         |
| Rolling Stone                 | (unfavourable) |
| The Rolling Stone Album Guide | [ 4 ]          |

《Tormato》는 영국의 프로그레시브 록 밴드 예스의 아홉 번째 스튜디오 음반이다. 1978년 9월 22일, 애틀랜틱 레코드를 통해 발매되었으며, 1980년 그룹에서 탈퇴하기 전 가수 존 앤더슨과 키보디스트 릭 웨이크먼이 함께한 마지막 음반이다. 그들의 이전 음반 《Going for the One》 (1977년)을 투어한 후, 밴드는 후속 음반을 녹음하기 위해 런던에서 리허설에 들어갔다. 이 음반은 음악과 예술 작품의 방향에 대한 내부 분쟁과 엔지니어 에디 오포드의 세션 초기 이탈과 같은 다양한 문제에 영향을 받아 그룹이 직접 음반을 제작하게 되었다.
이 음반은 비평가들로부터 엇갈린 반응을 받았지만 상업적인 성공을 거두었다. 이 음반은 영국에서 8위, 미국에서 10위에 올랐으며, 밴드에서 가장 빨리 팔린 음반이 되었고 두 달 만에 미국 음반 산업 협회의 플래티넘 인증을 받았다. 〈Don't Kill the Whale〉은 영국에서 36위에 오른 싱글로 발매되었다. 1978년부터 1979년까지 이 밴드의 투어는 중앙 회전 무대에서 라운드로 공연된 그들의 첫 번째 콘서트였다. 《Tormato》는 2004년 음반의 녹음 세션에서 이전에 공개되지 않은 트랙을 포함하여 리마스터드되었다.

## 배경
1977년 12월, 존 앤더슨, 크리스 스콰이어, 스티브 하우, 앨런 화이트, 릭 웨이크먼의 예스 라인업은 그들의 여덟 번째 음반인 《Going for the One》 (1977년)을 지원하기 위해 1977년 북미와 유럽 투어를 마무리했다. 이 음반은 2주 동안 영국에서 1위를 차지한 후 상업적인 성공으로 돌아왔고 〈Wonderous Stories〉에서 영국 톱 10 싱글을 발매했다. 84일간의 투어는 그 그룹에게 상당한 부담을 주었고, 그들은 결말에서 잠시 휴식을 취했다.
예스는 1978년 2월, 중순 런던 베이즈워터의 사운드 어소시에이트에서 새 스튜디오 음반을 위한 곡을 쓰고 리허설을 하기 위해 다시 모였다. 1977년 투어에서 《Tormato》의 곡들은 대부분 사운드 체크와 리허설 중에 작곡되었는데, 이는 그룹이 오래된 소재를 사용하기보다는 새로운 아이디어를 개발하기로 결정했기 때문이다. 원래 계획은 예스가 《Tormato》를 1978년 7월에 발매하고 두 번째는 크리스마스까지 출시하는 것이었다. 두 번째 발매는 바베이도스에서 완료될 예정이었지만, 이 일은 일어나지 않았고 대신 싱글 음반이 발매되었다. 이 음반의 원래 작업 제목은 《Eleventh Illusion》이었는데, 이는 그들의 라이브 무대 세트를 환상에 기반을 두고자 하는 밴드의 열망을 언급한 것이다.

## 발매
《Tormato》는 1978년 9월 22일, 영국에서 발매되었고, 9월 29일, 미국에서 발매되자마자 자정에 필라델피아의 WIOQ에서 전체 방송되었다. 영국 음반 차트에서는 8위, 미국 빌보드 200에서는 10위에 올랐다. 1978년 8월 25일, 〈Don't Kill the Whale〉은 영국에서 싱글로 발매되었고, 36위로 정점을 찍었다. 예스는 그린피스에 팔린 싱글의 모든 복사본을 위해 돈을 기부했는데, 이는 대규모 고래 도살을 끝내는 것을 돕는 자선 단체이다.
이 음반은 1978년 9월 13일, 영국 축음기 협회에 의해 골드 인증을 받았다. 이 음반은 예스가 미국에서 100만 장을 팔아 미국 음반 산업 협회로부터 플래티넘 인증을 받은 첫 번째 음반이 되었다. 이 상과 10주년을 기념하기 위해 로스앤젤레스 포럼에서 그들의 공연이 끝난 후 밴드의 반응이 열렸다.

## 곡 목록
| #  | 제목                     | 작사·작곡                                                         | 재생 시간 |
| -- | ------------------------ | ----------------------------------------------------------------- | --------- |
| 1. | 〈Future Times/Rejoice〉 | 존 앤더슨, 스티브 하우, 크리스 스콰이어, 릭 웨이크먼, 앨런 화이트 | 6:46      |
| 2. | 〈Don't Kill the Whale〉 | 앤더슨, 스콰이어                                                  | 3:55      |
| 3. | 〈Madrigal〉             | 앤더슨, 웨이크먼                                                  | 2:21      |
| 4. | 〈Release, Release〉     | 앤더슨, 스콰이어, 화이트                                          | 5:40      |

| #  | 제목                               | 작사·작곡              | 재생 시간 |
| -- | ---------------------------------- | ---------------------- | --------- |
| 1. | 〈Arriving UFO〉                   | 앤더슨, 하우, 웨이크먼 | 6:02      |
| 2. | 〈Circus of Heaven〉               | 앤더슨                 | 4:28      |
| 3. | 〈Onward〉                         | 스콰이어               | 4:00      |
| 4. | 〈On the Silent Wings of Freedom〉 | 앤더슨, 스콰이어       | 7:45      |

## 인증
| 국가                       | 인증     | 판매량/출하량 |
| -------------------------- | -------- | ------------- |
| 캐나다 (뮤직 캐나다)       | 골드     | 50,000^       |
| 영국 (BPI)                 | 골드     | 100,000^      |
| 미국 (RIAA)                | 플래티넘 | 1,000,000^    |
| ^출하량을 기반으로 한 인증 |          |               |